# 2MASS 1507-1627
2MASS J15074769−1627386 (也縮寫為 2MASS 1507−1627) 是位於天秤座的一顆棕矮星，距離地球約24.1光年。屬於光譜等級L5；它的表面溫度為1,300至2,000K。與其他L型棕矮星一樣，它的光譜主要由金屬氫化物和鹼金屬組成。其光譜還具有較弱的矽酸鹽吸收帶和高度變化的水吸收帶，表明具有復雜的雲霧結構。
這顆棕矮星被懷疑有一個軌道週期超過10年的寬軌道上的亞星伴星（行星）。

## 外部連結
- Entry at DwarfArchives.org 的存檔，存档日期2019-06-10.